# Рассвет (Миякинский район)
Рассвет (баш. Рассвет) — деревня в Миякинском районе Башкортостана, входит в состав Биккуловского сельсовета.

## Население
| 2002 | 2009 | 2010 |
| ---- | ---- | ---- |
| 313  | ↗359 | ↘304 |

Национальный состав
Согласно переписи 2002 года, преобладающие национальности — башкиры (43 %), татары (39 %),.

## Географическое положение
Расстояние до:
- районного центра (Киргиз-Мияки): 19 км,
- центра сельсовета (Садовый): 17 км,
- ближайшей ж/д станции (Аксёново): 50 км.